# Sárkány József (művészettörténész)
Sárkány József (Nagykanizsa, 1955. május 6. – Pécs, 2019. január 17.) magyar művészettörténész, főmuzeológus.

## Élete
1985-ben az ELTE Bölcsészettudományi Karán művészettörténet szakon diplomázott. 1978 és 1984 között a zalaegerszegi Göcseji Múzeum muzeológusa volt. 1984-től haláláig a pécsi Janus Pannonius Múzeum munkatársa, majd főmuzeológusa volt. 1987-től az Országos Kisplasztikai Biennálé, 1988-tól az Országos Kerámia Biennálé rendezője-főszervezője volt. 2015-ben az I. Országos Kisplasztikai Quadriennálé, majd 2017-ben az I. Országos Kerámia Quadriennálé is az ő szervezésében jött létre.

## Díjai
- Bánffy Miklós-díj (2002)
- Móra Ferenc-díj (2012)

## Írásai
- Szobotka Imre: Matróz, Zalaegerszeg, 1981
- Szobotka Imre illusztrációja Paul Claudel L’Annonce faite à Marie művéhez, Pécs, 1987
- Ficzek Ferenc képzőművészeti tevékenységéről, Pécs, 1988
- Nagy Márta, Pécs, 1994
- Porcelán és üveg. A DeForma Alapítvány Gyűjteménye, Pécs, 1995
- Tihanyi Lajos, Pécs, 1996
- A pécsi Dominikánus Ház és Gyűjteménye, Pécs, 2000
- Vasarely Múzeum Pécs, 2000, Aknai Tamással
- Terra Incognita, Budapest, 2000
- Kádasi Éva, Pécs, 2001
- Lammel Ilona, Pécs, 2001
- Nagy Márta művészete, 1990–2001 / Art of Márta Nagy, 1990–2001; angolra ford. Steve Starkey, Nagy Márta, Pécs, 2002
- Geszler Mária Garzuly; Ernst Múzeum, Bp., 2004 (Dorottya könyvek)
- Vasarely; Kossuth–MNG, Bp., 2015 (A magyar festészet mesterei)

## Kiállításrendezései, kurátori munkái
- Siklósi kerámia szimpózium, Parti Galéria, Pécs (1993)
- Siklósi kerámia szimpózium, Schloss Galerie, Kismarton (1993)
- Terra, Budapest Galéria (1994)
- Csontváry Múzeum, Pécs (1996)
- Öt éves a DeForma Alapítvány, Művészetek Háza, Pécs (1998)
- 30 éves a siklósi Kerámia Alkotótelep, M. G., Pécs (1998)
- Magyar kerámia, Hinteregger Galéria, St. Pölten (1999)
- Magyar kerámia, Collegium Hungaricum, Bécs (1999)
- Magyar kerámia, Magyar Intézet, Moszkva (1999)
- Martyn Ferenc, Ernst Múzeum, Budapest (1999)
- Victor Vasarely-emlékkiállítás, Kaunas, Riga, Turku, Isztambul és Ansbach (2000–2001)